# Vigário Geral
Vigário Geral ist ein Stadtteil von Rio de Janeiro in der Region Zona Norte. Die Einwohnerzahl wird auf etwa 45.000 geschätzt. Weite Teile von Vigário Geral bilden eine Favela.

## Lage
Vigário Geral grenzt im Norden an den Rio Pavuna, der die Grenze zwischen Rio und Duque de Caxias bildet. Der Ort verfügt über einen Regionalbahnhof.

## Geschichte

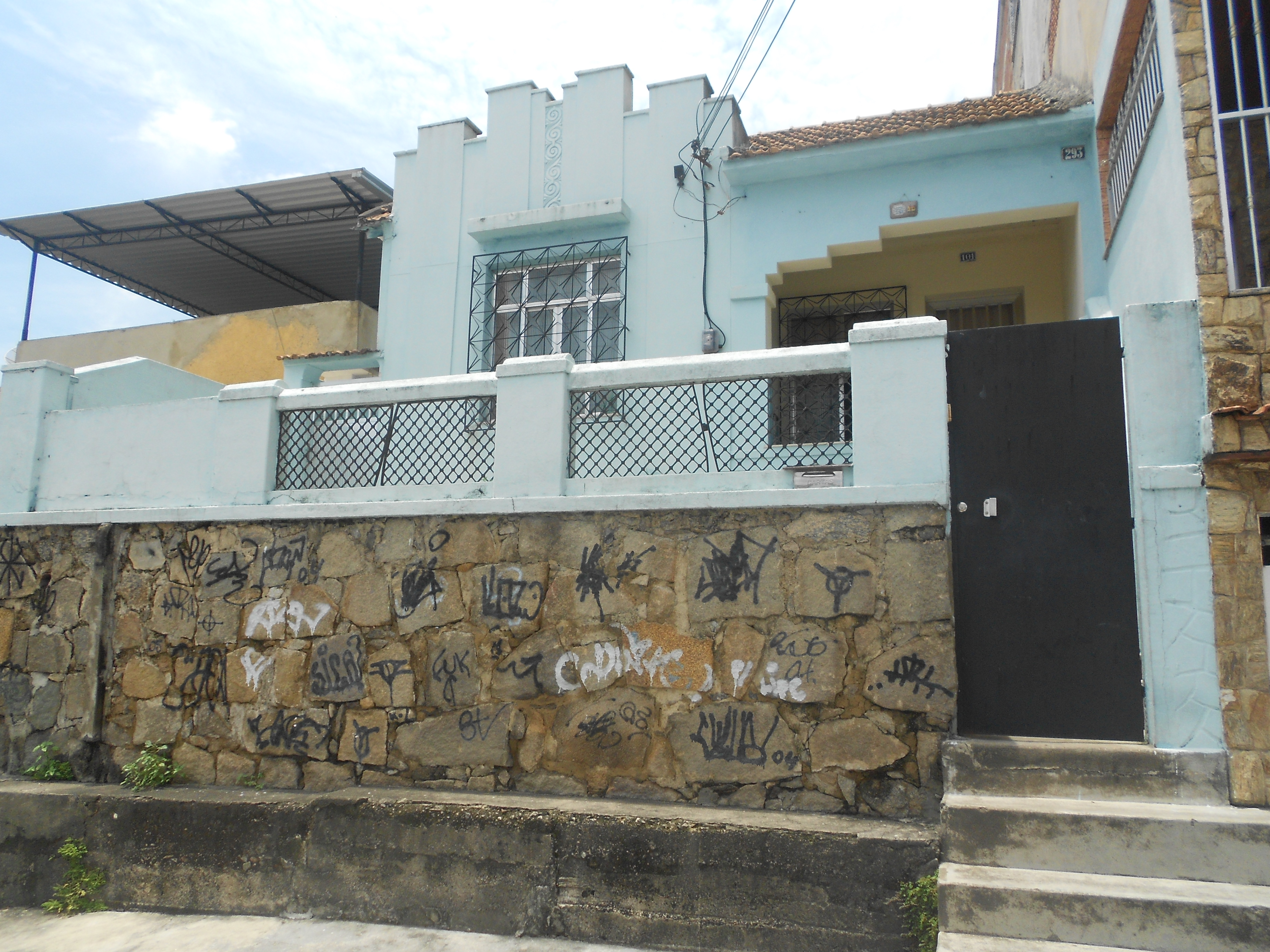
Haus in der Rua Fernandes da Cunha in Vigário Geral mit Graffiti aus dem Umfeld der organisierten Kriminalität

Die ersten Siedlungen entstanden ab den 1930er Jahren entlang der Stadtautobahn Avenida Brasil.
Im Jahr 1993 machte das Viertel unrühmliche Schlagzeilen durch das Massaker von Vigário Geral (portugiesisch Chacina de Vigário Geral ): Nachdem am 27. August 1993 vier Polizisten bei einer Anti-Drogen-Operation getötet wurden, fuhr zwei Tage später eine Todesschwadron namens Cavalos Corredores (deutsch Rennpferde), welche aus Angehörigen der Polícia Militar do Estado do Rio de Janeiro (Militärische Polizei von Rio de Janeiro) bestand, mehrere Stunden lang durch das Viertel und feuerte wahllos auf Passanten. Insgesamt 21 Menschen wurden dabei getötet, später wurden 6 Polizisten für die Taten verurteilt.
Vigário Geral war Drehort des Dokumentarfilms von 2005 Favela Rising.

## Complexo de Israel
Im Juni 2020 nutzten bewaffnete Banden das Machtvakuum während der Corona-Krise und erlangten die Kontrolle über Vigário Geral sowie die benachbarten Ortsteile Cidade Alta, Parada de Lucas, Cinco Bocas und Pica-Pau mit insgesamt 134.000 Einwohnern. Die Tropa do Arão genannten Gangster errichteten dort eine Art evangelikalen Gottesstaat namens „Complexo de Israel“, dessen Symbol ein auf einem Fernsehturm installierter Davidsstern ist, welcher weithin über der Stadt sichtbar ist. Unter dem Motto Amor e Paz (Liebe und Frieden) und unter Verwendung christlicher Symbolik entstand ein Schreckensregime, bei Pogromen gegen Katholiken und Anhänger der afrobrasilianischen Candomblé wurden Tempel niedergebrannt und mehrere Menschen kamen zu Tode. Einige Wochen später eroberten Spezialeinheiten der Batalhão de Operações Policiais Especiais (BOPE) das Viertel zurück. Diese Ereignisse wurden in den Medien Brasiliens, wo radikale Freikirchen und Sekten aus dem Umfeld der christlich-fundamentalistischen Pfingstbewegung zunehmenden Einfluss auf Politik, Gesellschaft und organisiertes Verbrechen gewinnen, als „Religionskrieg“ bezeichnet.